# Handoga
Handoga is een archeologische site 14 km ten westen van Dikhil, Djibouti. Het is de plaats van talrijke oude ruïnes en gebouwen, waarvan vele van obscure oorsprong.
Tijdens de eerste opgravingen in 1970 ontdekten archeologen fundamenten van stenen huizen en de muren van een stenen gebouw met een nis die uitkijkt op Mekka.

## Geschiedenis
In 1986 werden de sites onderzocht door R. Joussaume en onderzoekers van ISERST (Ministerie van hoger onderwijs en onderzoek van Djibouti). De oudste rotstekeningen die tot nu toe zijn ontdekt, dateren uit het vierde of derde millennium voor Christus (vroeg-neolithicum).
Verschillende voorwerpen werden gevonden onder de resten van een dorpsplein met een cirkelvormige stapelsteen-muur. Er werden aardewerkscherven, vazen, vuurpotten of containers voor water, verschillende hakmolens en microlieten, messen, boren, sleuvengravers van basalt, ryoliet en obsidiaan gevonden. Een team van archeologen vond een olifant van 1,6 miljoen jaar in de buurt van het gebied. Ook een parel, oranje koraal, drie kralen van glaspasta, enz. werden gevonden, maar geen metalen voorwerpen.